# Lukas Amakali
Lukas Kaunambili Amakali, né à Windhoek en 1976, est un photographe namibien, également peintre, plasticien et poète. Plusieurs fois récompensé, il a tenu une dizaine d'expositions individuelles et participé à beaucoup d'autres, en Namibie, en Angola, en Allemagne, en France. Il vit et travaille à Windhoek. 

## Biographie
Diplômé du John Muafangejo Art Centre (JMAC) en 1999, il continue à se former d'abord à la photographie argentique avec Djunior Svane, puis à la photographie numérique créative avec Tony Figueira (en). En 2007 il expose pour la première fois, seul, son œuvre graphique et publie en complément un petit livret, Lukas Vision, qui associe peinture et poésie.

## Œuvre
La spiritualité occupe une place significative dans son approche. Attribuant son talent à un don de Dieu, ébloui par la création de l'univers, Lukas Amakali cherche à créer à son tour quelque chose d'unique. Il privilégie l'abstraction pour permettre au spectateur de sortir des sentiers battus, de ne pas avoir d'œillères (to think outside the box). Pour y parvenir, il utilise volontiers la surimpression (double exposure). Double exposure est également le titre d'une exposition et d'un ouvrage qu'il publie en 2017.